# Base aérienne 551 Toul-Thouvenot
La base aérienne 551 Toul-Thouvenot est une ancienne base utilisée par l'Armée de l'air près de Toul en Meurthe-et-Moselle. 
Cette base ne comportait pas de piste et abritait le 15e régiment du génie de l'air (15e RGA).
La BA 551 a été fermée après la dissolution du 15e RGA le 6 mai 1998.